# Израел на Светском првенству у атлетици у дворани 2022.
Израел је учествовао на 18. Светском првенству у атлетици у дворани 2022. одржаном у Београду од 18. до 20. марта петнаести пут. Репрезентацију Израела представљале су 3 такмичарке које су се такмичиле у 3 дисциплине.,
На овом првенству такмичарке Израела нису освојиле ниједну медаљу али је Дијана Вајсман у трци на 60 метара два пута оборила национални и лични рекорд.

## Учесници
Жене:
- Дијана Вајсман — 60 м
- Селамавит Тефери — 3.000 м
- Ана Миненко — Троскок

## Резултати

### Жене
| Атлетичарка      | Дисциплина | Лични рекорд | Квалификација         | Квалификација | Полуфинале        | Полуфинале | Финале                | Финале       | Детаљи |
| Атлетичарка      | Дисциплина | Лични рекорд | Резултат              | Место         | Резултат          | Место      | Резултат              | Место        | Детаљи |
| ---------------- | ---------- | ------------ | --------------------- | ------------- | ----------------- | ---------- | --------------------- | ------------ | ------ |
| Дијана Вајсман   | 60 м       | 7,23 НР      | 7,23(.224) КВ, НР, ЛР | 3. у гр. 5    | 7,20(.196) НР, ЛР | 6. у гр. 1 | Није се квалификовала | 17 / 46 (47) |        |
| Селамавит Тефери | 3.000 м    | 8:48,11 НР   |                       |               |                   |            | 8:50,91               | 12 / 20      |        |
| Ана Миненко      | Троскок    | 14,78 о      | 13,83                 | 14 / 16       |                   |            |                       |              |        |